# Clupeonella cultriventris
Clupeonella cultriventris је зракоперка из реда Clupeiformes и фамилије Clupeidae.

## Угроженост
Ова врста је наведена као последња брига, јер има широко распрострањење и честа је врста.

## Распрострањење
Ареал врсте покрива средњи број држава. 
Врста је присутна у следећим државама: Русија, Румунија, Украјина, Турска и Бугарска.

## Станиште
Станишта врсте су језера и језерски екосистеми, речни екосистеми и слатководна подручја. 
Врста је присутна на подручју Црног мора.